# Gregory Smith
Gregory Smith (født 6. juli 1983 i Toronto i Canada) er en canadisk-amerikansk skuespiller. Han er bedst kendt som Alan Abernathy i Small Soldiers fra (1998), og som Thomas Martin i The Patriot fra (2000).